# International Khiladi
International Khiladi è un film del 1999 diretto da Umesh Mehra.